# KNVB Beker 2014/15 (amateurs)
De KNVB Beker voor amateurs 2014/15 was de 35e editie in deze opzet van deze Nederlandse voetbalcompetitie die door de KNVB wordt georganiseerd.
Aan het toernooi namen de clubs in de landelijke zaterdag- en zondagcompetities (de Topklasse en Hoofdklasse) deel in hun eigen district. In de landelijke eindfase streden de zes district bekerwinnaars in twee kwartfinalewedstrijden (hierin waren twee clubs vrijgesteld), twee halve finalewedstrijden en de finale om de amateurbeker.
De winnaar van de amateurbeker neemt ook deel aan de Super Cup voor amateurs, waarin het de algemeen amateurkampioen ontmoet. De clubs die de halve finales in de districtsbeker bereiken, plaatsten zich voor het KNVB Bekertoernooi van het seizoen 2015/16.
Titelverdediger was ASWH dat in het seizoen 2013/14 in de finale met 1-0 (na verlenging) van IJsselmeervogels won. Dit seizoen werden ze uitgeschakeld door HSV Hoek in de derde ronde van het district Zuid-I.
Dit jaar stonden twee zaterdagclubs in de finale die op 13 juni op het "Sportpark Denoek" te Hoek werd gespeeld. Topklasser IJsselmeervogels (eerder bekerwinnaar in 1996, finalist in 2014) won de beker voor de tweede keer door eveneens topklasser (degradant) HSV Hoek met 2-0 te verslaan. Ze werden hiermee tevens recordhouder naast Tonegido (2002, 2003), SV Argon (1995, 2013) en ASWH (2006, 2014).

## Districtsbekers
Opzet
In elk district werd er begonnen in een poule van vier clubs. De winnaar en de nummer twee gingen door naar de knock-outfase. Daarna werden in sommige districten tussenrondes gespeeld om het aantal clubs terug te brengen naar een macht van twee, om knock-outrondes te kunnen spelen (bijvoorbeeld 64 of 128). In andere districten werden enkele clubs vrijgeloot en gingen zo automatisch door naar de derde ronde.
De clubs IJsselmeervogels (West-I) en JVC Cuijk (Zuid-II) wonnen voor het tweede opeenvolgende seizoen de beker in hun district.
| Datum                       | Thuisclub      | uitslag      | Uitclub       |
| Kwartfinale                 |                |              |               |
| --------------------------- | -------------- | ------------ | ------------- |
| 14 april                    | VV Staphorst   | 2-2 ns (5-4) | SC Erica      |
| 15 april                    | Harkemase Boys | 3-2          | Achilles 1894 |
| 15 april                    | FVC            | 1-2          | ACV           |
| 15 april                    | VV Emmen       | 2-2 ns (4-5) | SC Genemuiden |
| Halve finale                |                |              |               |
| 28 april                    | Harkemase Boys | 3-1          | ACV           |
| 28 april                    | VV Staphorst   | 1-0          | SC Genemuiden |
| Finale bij Harkemase Boys * |                |              |               |
| 16 mei                      | Harkemase Boys | 4-3          | VV Staphorst  |

| Datum                     | Thuisclub         | uitslag      | Uitclub           |
| Kwartfinale               |                   |              |                   |
| ------------------------- | ----------------- | ------------ | ----------------- |
| 31 maart                  | VV Sparta Nijkerk | 1-1 ns (4-3) | VV Berkum         |
| 04 april                  | HSC '21-2         | 2-0          | WAVV              |
| 14 april                  | Longa '30         | 3-3 ns (4-2) | VV Bennekom       |
| 14 april                  | HHC Hardenberg    | 1-1 ns (7-8) | Excelsior '31     |
| Halve finale              |                   |              |                   |
| 28 april                  | Excelsior '31     | 1-0          | HSC '21-2         |
| 28 april                  | VV Sparta Nijkerk | 2-2 ns (3-0) | Longa '30         |
| Finale bij Sparta Nijkerk |                   |              |                   |
| 16 mei                    | Excelsior '31     | 3-0          | VV Sparta Nijkerk |

| Datum                       | Thuisclub        | uitslag      | Uitclub          |
| Kwartfinale                 |                  |              |                  |
| --------------------------- | ---------------- | ------------ | ---------------- |
| 07 april                    | DOVO             | 1-0          | AFC              |
| 07 april                    | IJsselmeervogels | 1-0          | ASV De Dijk      |
| 14 april                    | GVVV             | 1-0          | JSV Nieuwegein   |
| 16 april                    | ZVV Zaanlandia   | 0-1          | VV Hoogland      |
| Halve finale                |                  |              |                  |
| 28 april                    | DOVO             | 1-1 ns (4-5) | IJsselmeervogels |
| 29 april                    | GVVV             | 1-0          | VV Hoogland      |
| Finale bij IJsselmeervogels |                  |              |                  |
| 16 mei                      | IJsselmeervogels | 2-1 nv       | GVVV             |

| Datum                             | Thuisclub         | uitslag      | Uitclub         |
| Kwartfinale                       |                   |              |                 |
| --------------------------------- | ----------------- | ------------ | --------------- |
| 14 maart                          | BVV Barendrecht   | 0-1          | RKAVV           |
| 14 maart                          | FC 's-Gravenzande | 1-2          | HBS-Craeyenhout |
| 14 maart                          | Vv Noordwijk      | 3-0          | DHC Delft       |
| 17 maart                          | Ter Leede         | 2-1          | SC Feyenoord    |
| Halve finale                      |                   |              |                 |
| 04 april                          | RKAVV             | 2-2 ns (5-3) | Ter Leede       |
| 06 april                          | HBS-Craeyenhout   | 1-0          | Vv Noordwijk    |
| Finale bij SC Monster             |                   |              |                 |
| 16 mei                            | RKAVV             | 4-1          | HBS-Craeyenhout |
|                                   |                   |              |                 |
| Finale cat. 2, terrein SC Monster |                   |              |                 |
| 16 mei                            | FC Maense         | 1-3          | KMD             |

| Datum                               | Thuisclub           | uitslag      | Uitclub       |
| Kwartfinale                         |                     |              |               |
| ----------------------------------- | ------------------- | ------------ | ------------- |
| 14 april                            | VV Dubbeldam (zon.) | 1-2          | HSV Hoek      |
| 14 april                            | Kozakken Boys       | 1-0          | OJC Rosmalen  |
| 14 april                            | VV UNA              | 0-3          | TEC VV        |
| 14 april                            | RKSV Halsteren      | 2-2 ns (2-4) | VC Vlissingen |
| Halve finale                        |                     |              |               |
| 23-04                               | Kozakken Boys       | 4-0          | TEC VV        |
| 28-04                               | HSV Hoek            | 4-0          | VC Vlissingen |
| Finale bij SV Oranje Wit, Dordrecht |                     |              |               |
| 16 mei                              | HSV Hoek            | 3-0          | Kozakken Boys |

| Datum                 | Thuisclub        | uitslag      | Uitclub                |
| Kwartfinale           |                  |              |                        |
| --------------------- | ---------------- | ------------ | ---------------------- |
| 02 april              | Blauw Geel '38   | 1-0          | VV Gemert              |
| 06 april              | RKSV Groene Ster | 4-1          | Laura Hopel Combinatie |
| 06 april              | VV SCM           | 1-4          | SV Blerick             |
| 07 april              | RKSV Schijndel   | 0-1          | JVC Cuijk              |
| Halve finale          |                  |              |                        |
| 23 april              | Blauw Geel '38   | 0-1          | JVC Cuijk              |
| 23 april              | SV Blerick       | 1-1 ns (1-4) | RKSV Groene Ster       |
| Finale bij SV Someren |                  |              |                        |
| 17 mei                | JVC Cuijk        | 7-2          | RKSV Groene Ster       |

## Landelijke beker

### Kwartfinale
Van de zes districtswinnaars werden twee clubs vrijgeloot, vier clubs streden om twee plaatsen in de halve finale die op eigen terrein wordt gespeeld.

### Halve finale
De in de kwartfinale vrijgelote clubs speelden in de halve finale automatisch een uitwedstrijd.

### Finale
1980/81 · 1981/82 · 1982/83 · 1983/84 · 1984/85 · 1985/86 · 1986/87 · 1987/88 · 1988/89 · 1989/90 · 1990/91 · 1991/92 · 1992/93 · 1993/94 · 1994/95 · 1995/96 · 1996/97 · 1997/98 · 1998/99 · 1999/00 · 2000/01 · 2001/02 · 2002/03 · 2003/04 · 2004/05 · 2005/06 · 2006/07 · 2007/08 · 2008/09 · 2009/10 · 2010/11 · 2011/12 · 2012/13 · 2013/14 · 2014/15 · 2015/16 · 2016/17 · 2017/18 · 2018/19 · 2019/20 · 2020/21 · 2021/22 · 2022/23 · 2023/24 · 2024/25 · 2025/26